# Asota paliura
Asota paliura là một loài bướm đêm thuộc họ Erebidae. Nó được tìm thấy ở Trung Quốc và Thái Lan.
Sải cánh dài khoảng 61 mm.